# Diogo Siston
Diogo Rodrigues Siston (Rio de Janeiro, 25 de janeiro de 1981) é um ex-futebolista brasileiro, que atuava como meia.

## Biografia
Revelado pelo Club de Regatas Vasco da Gama, junto com Ricardo Bóvio, Raphael Botti, João Carlos e Alberoni, ele despontou dentro de uma geração que ganhou todas as competições possíveis na base. Canhoto habilidoso, chegou a atuar também na ala esquerda. Infelizmente se firmou apenas quando o time passava por uma fase ruim, e deixara de lutar por títulos. 
Seu último clube foi o Rio Claro Futebol Clube, em 2013.

## Títulos
Atleta
Vasco da Gama
- Taça Guanabara: 2000 e 2003
- Campeonato Brasileiro: 2000
- Copa Mercosul: 2000
- Taça Rio: 2001 e 2003
- Campeonato Carioca: 2003

Treinador
Vasco da Gama
- Campeonato Carioca sub-20: 2020
- Copa do Brasil Sub-20: 2020
- Supercopa do Brasil Sub-20: 2020